# Neomariania scriptella
Neomariania scriptella ist ein Schmetterling aus der Familie der Stathmopodidae.

## Merkmale
Die Falter erreichen eine Flügelspannweite etwa 14 Millimeter, die Vorderflügellänge wird mit sieben Millimeter angegeben. Die hellgrauen Fühler sind durch Schuppen weniger verdickt als bei Neomariania oecophorella und reichen ein wenig über die Spitze der Vorderflügel hinaus. Die Labialpalpen laufen auseinander und sind nach oben gebogen. Das mittlere Segment ist außen schwarz. Die Stirn (Frons) ist gelblich, Scheitel (Vertex) und Thorax sind hellgrau. Die Beine sind hell bräunlich grau und außen verdunkelt. Die Gliedenden sind heller. Die Hintertibien sind bräunlich gelb behaart. Das Abdomen ist hell bräunlich gefärbt. Der bräunlich gelbe Afterbusch ist gestutzt und reicht bis über die sehr breiten Fransenschuppen der Hinterflügel hinaus. Die hellgrauen Vorderflügel sind gestreckt und haben eine schärfere Spitze als bei Neomariania oecophorella. Der Flügelaußenrand ist sehr schräg. Ein auffallender schwarzer Innenrandsmakel reicht von der Flügelmitte bis Dreiviertel der Flügelbreite. In der Flügelspitze befinden sich zwei schräge schwarze Streifen. Die Fransenschuppen sind hellgrau. Die staubgrauen Hinterflügel sind sehr spitz und haben sehr breite hellgraue Fransenschuppen. Die Vorderflügelunterseite ist schwarzgrau, die Hinterflügelunterseite ist hellgrau.

## Verbreitung
Neomariania oecophorella ist auf den Azoren verbreitet.

## Biologie
Die Biologie der Art ist unbekannt.

## Systematik
Das folgende Synonym ist bekannt:
- Megaceraea scriptella Rebel, 1940

## Belege
1. 1 2 3 4  J. C. Koster, S. Yu. Sinev: Momphidae, Batrachedridae, Stathmopodidae, Agonoxenidae, Cosmopterigidae, Chrysopeleiidae. In: P. Huemer, O. Karsholt, L. Lyneborg (Hrsg.): Microlepidoptera of Europe. 1. Auflage. Band 5. Apollo Books, Stenstrup 2003, ISBN 87-88757-66-8, S. 193 (englisch).
2. 1 2  Hans Rebel (1940): Die Lepidopterenfauna des Azorischen Archipels. Comment. biol. Soc. Sci. Fenn. 8 (1): Seite 42.
3. ↑  Neomariania scriptella bei Fauna Europaea. Abgerufen am 9. Mai 2012